# Spray (ゲームブランド)
Spray（スプレー）はアダルトゲームメーカーのビジュアルアーツに所属するボーイズラブゲームのゲームブランドである。2000年12月12日に公式サイト設立。

## 作品リスト
- 学園ヘヴン
- 鬼畜眼鏡
- ピヨたん
- そして僕らは、
- 最強彼氏。
- STEAL!
- 学園ヘヴン2
- 罪ナル螺旋ノ檻